# ハビエル・デ・ペドロ
フランシスコ・ハビエル・デ・ペドロ・ファルケ（Francisco Javier de Pedro Falque, 1973年8月4日 - ）は、スペイン・ラ・リオハ州ログローニョの元サッカー選手。現役時代のポジションはMF。元スペイン代表。

## クラブ経歴
左足のキックの精度に優れるサイドアタッカー。クロスボールや中距離から放つシュート、プレースキックでゴールを演出する。下部組織時代から10年あまりに渡って所属したレアル・ソシエダでは不動のレギュラーとして活躍。特に2002-03シーズンは、ダルコ・コバチェビッチ、ニハト・カフヴェジら優秀な攻撃陣を操り、クラブをリーガ・エスパニョーラ2位に押し上げた。
特に左足のクロスは非常に正確で、スペインのベッカム（むしろそれ以上）と言われていた。
リーガエスパニューラの通算アシスト数ではフィーゴに次ぐ２位である。
2004年にレアルを離れて以降はヨーロッパ各地のクラブを転々とし、不遇の時期を過ごした。2007年にかつての同僚アグスティン・アランサバルのいるテネリフェ島のクラブ、CDベラと契約したが、ここでもそりが合わずに程なく契約解除となり、そのまま選手生活を退いた。

## 代表経歴
クラブの成績が振るわない時期が長かったこともあり、スペイン代表にはあまり縁がなかったが、2002年のFIFAワールドカップ日韓大会に代表メンバーとして参加。4試合に先発出場し、3つのアシストを記録した。

## 代表歴

### 出場大会
- スペイン代表
  - 代表デビュー：1998年9月23日 vs ロシア
  - 代表初ゴール：1998年11月18日 vs イタリア
  - FIFAワールドカップ 日韓大会：ベスト8

### 試合数
- 国際Aマッチ 12試合 2得点（1998年-2003年）[1]

| スペイン代表 | 国際Aマッチ | 国際Aマッチ |
| 年           | 出場        | 得点        |
| ------------ | ----------- | ----------- |
| 1998         | 3           | 1           |
| 1999         | 0           | 0           |
| 2000         | 0           | 0           |
| 2001         | 0           | 0           |
| 2002         | 6           | 0           |
| 2003         | 3           | 1           |
| 通算         | 12          | 2           |